# وردان گولتس
وردان گولتس (کرواتی: Vedran Golec؛ زادهٔ ۳۰ ژوئن ۱۹۸۹) تکواندوکار اهل کرواسی است. وی در بازی‌های اروپایی ۲۰۱۵ به مدال برنز تکواندو وزن ۸۰+ کیلوگرم دست پیدا کرده‌است.